# Ichthyornis dispar
Ichthyornis (il cui nome significa "uccello pesce", per via delle sue vertebre simili a quelle di un pesce) è un genere estinto di dinosauro appartenente agli ornithurae vissuto nel Cretaceo superiore, circa 93-83,5 milioni di anni fa (Turoniano-Campaniano), in Alberta, Alabama, Kansas (calcari di Greenhorn), Nuovo Messico, Saskatchewan e Texas, in Nord America. Il genere contiene una singola specie, ossia I. dispar, che visse lungo le coste di quelle che un tempo era il Mare interno occidentale. Ichthyornis è una componente molto comune della fauna della Formazione Niobrara, in cui sono stati rinvenuti numerosi esemplari.
Ichthyornis è storicamente importante nel far luce sull'evoluzione degli uccelli, infatti, fu il primo parente preistorico degli uccelli 
conosciuto a possedere denti (caratteristica arcaica ereditata dai dinosauri non-aviani), e Charles Darwin ne rilevò il significato durante i primi anni della sua teoria dell'evoluzione. Ichthyornis rimane importante tutt'oggi poiché è uno dei pochi ornithuri del Mesozoico noti da più di esemplari fossili.

## Descrizione

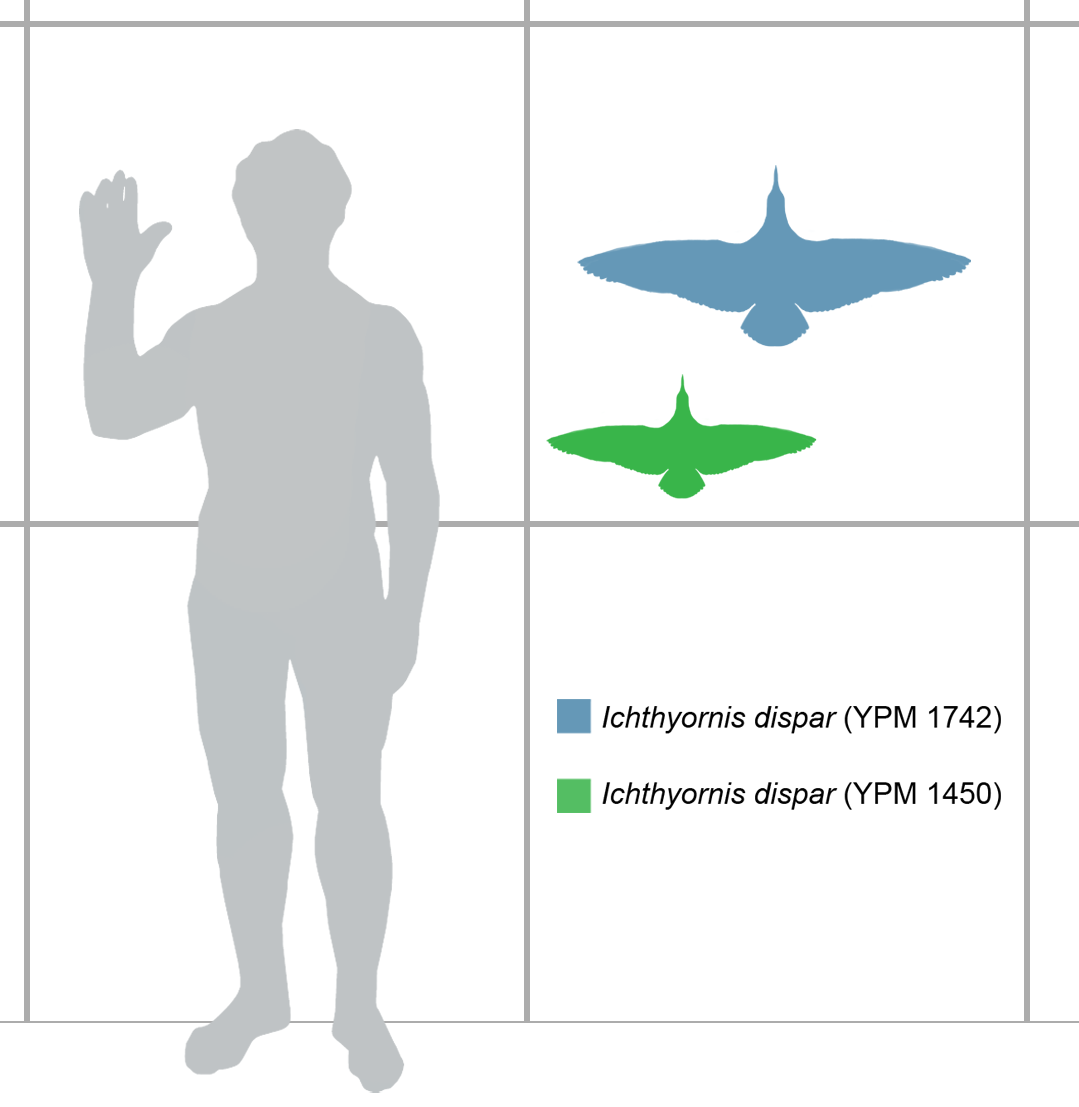
Dimensioni di due esemplari di I dispar: YPM 1742 (blu) e YPM 1450 (verde), a confronto con un uomo. Entrambi gli esemplari erano adulti, ma YPM 1450 ha circa un milione di anni in più.

Si pensa che Ichthyornis fosse l'equivalente ecologico cretacico degli uccelli marini moderni, come gabbiani, procellarie e becchi a forbice. Un esemplare medio aveva le dimensioni di un piccione, lungo circa 24 centimetri (9,44 pollici), con un'apertura alare scheletrica (non tenendo conto delle piume) di circa 43 centimetri (17 pollici), sebbene vi sia una considerevole variazione di dimensioni tra gli esemplari conosciuti, di dimensioni più piccole e molto più grandi dell'esemplare tipo di I. dispar.
Ichthyornis si distingue principalmente per la sua combinazione unica di vertebre che sono concave sia nella parte anteriore che nella parte posteriore (simili alle vertebre di alcuni pesci, da cui l'animale prende il nome) e molte altre caratteristiche meno evidenti del suo scheletro che lo distinguono dai suoi parenti più stretti. Un'altra caratteristica nota di Ichthyornis sono i denti. I denti erano presenti solo nella parte centrale della mascella e della mandibola. Le punte delle fauci non avevano denti ed erano coperte da un becco. Il becco di Ichthyornis, come quello degli hesperornithidi, era composto da diverse placche distinte, simile al becco di un albatros, piuttosto che da una singola guaina di cheratina come nella maggior parte degli uccelli moderni. I denti erano ben più appiattiti dei denti arrotondati dei coccodrilli, anche se si allargavano verso la base della corona. La punta dei denti era curva all'indietro e non era presente alcuna dentellatura.
Sebbene le ali e lo sterno avessero caratteristiche molto evolute (suggerendo una grande capacità di volo e ponendolo con gli uccelli moderni nel gruppo avanzato Carinatae), le mascelle avevano numerosi piccoli denti affilati. A differenza dei precedenti avialani, come gli enantiorniti, sembra che questi animali maturassero fino all'età adulta in un processo piuttosto breve e continuo.

## Classificazione

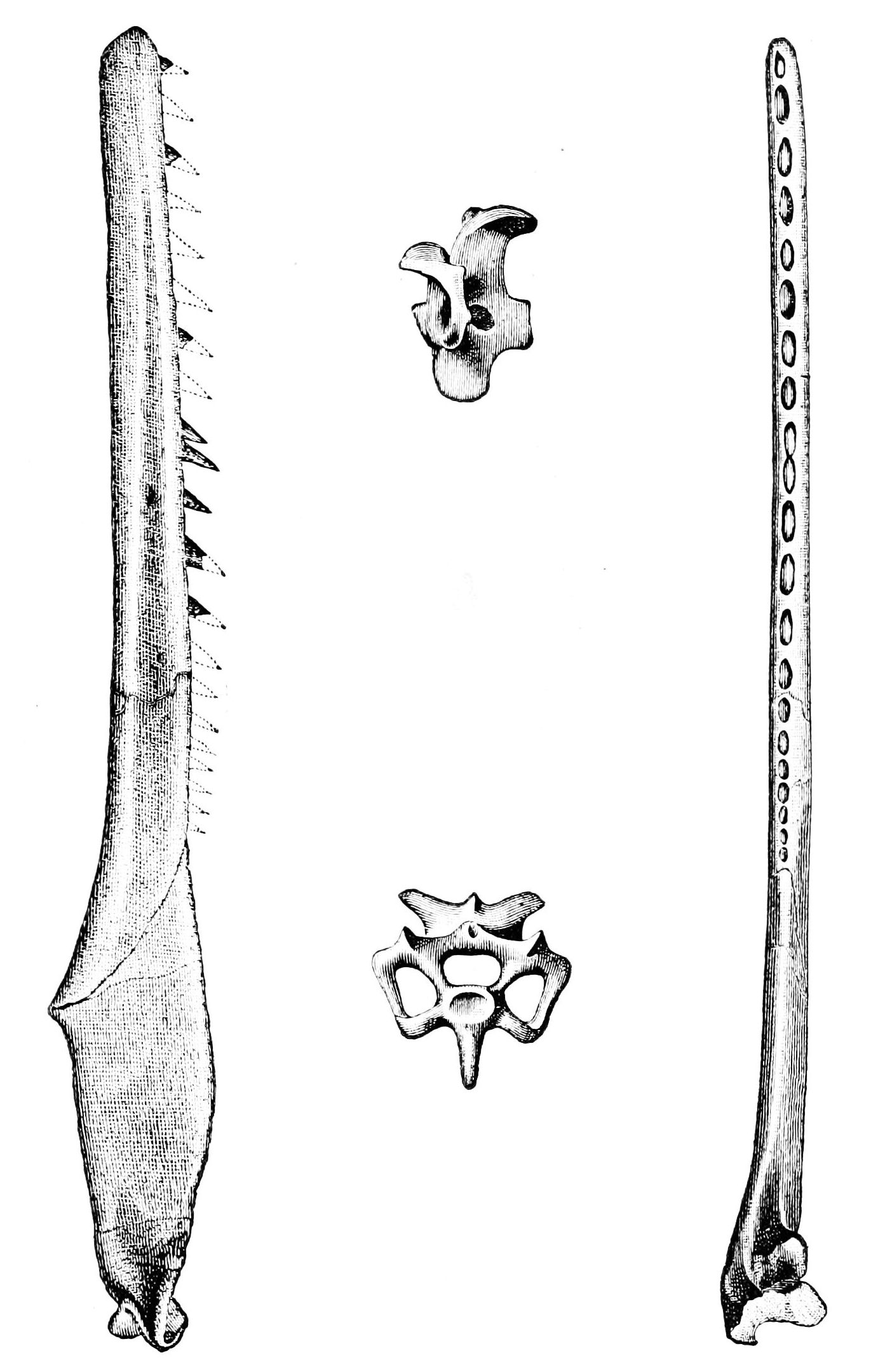
Mandibola e vertebra di I. dispar

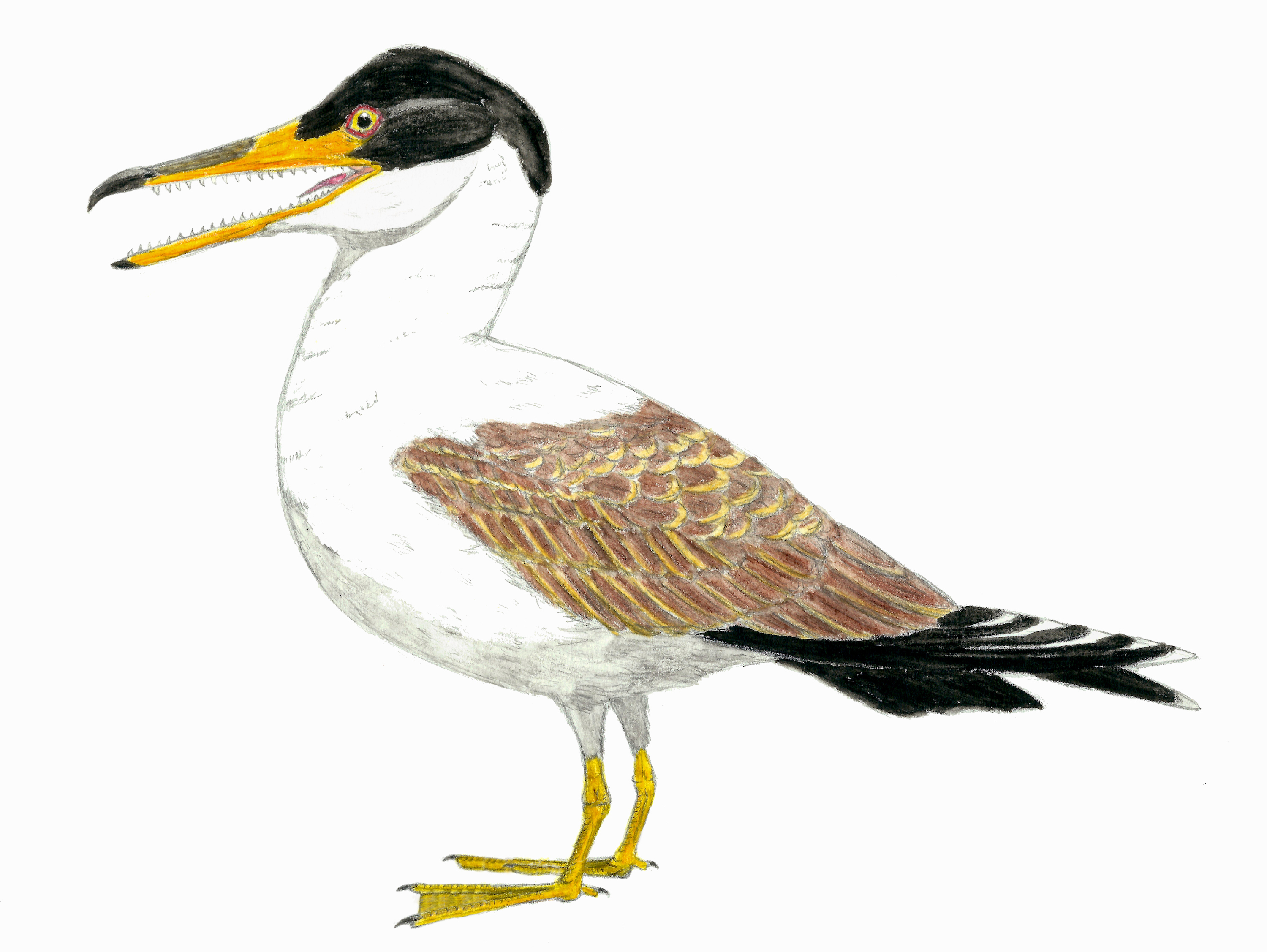
Ricostruzione di I. dispar

Ichthyornis è vicino alla discendenza degli uccelli moderni, gli Aves, ma rappresenta un lignaggio indipendente. Si è a lungo creduto che fosse strettamente imparentato con altri taxa cretacei conosciuti da resti molto frammentari, come Ambiortus, Apatornis, Iaceornis e Guildavis, tuttavia, questi taxa sembrano essere più vicini agli antenati degli uccelli moderni che a quelli di Ichthyornis dispar. Nella recensione di Clarke del 2004, l'ex ordine Ichthyornithiformes e la famiglia Ichthyornithidae sono ora soppiantati dal clade Ichthyornithes, che nella carta è stato definito anche in base alla tassonomia filogenetica come "tutti i discendenti del più recente antenato comune di Ichthyornis dispar e degli uccelli moderni".
Tra le diverse specie descritte, solo una, Ichthyornis dispar, è attualmente riconosciuta, in seguito alla recensione di Julia Clarke.[1] Marsh aveva precedentemente nominato un esemplare ora attribuito a I. dispar come Graculavus anceps. Clarke ha sostenuto che poiché le regole per la denominazione degli animali stabilite dall'ICZN affermano che una specie tipo per un genere deve essere stata originariamente inclusa in quel genere, Ichthyornis anceps non sono eleggibili per sostituire I. dispar come specie tipo e quindi deve essere considerato come un sinonimo junior, anche se è stato nominato per primo. Tuttavia, Michael Mortimer ha sottolineato che ciò non è corretto; mentre I. anceps non può diventare la specie tipo di Ichthyornis, l'ICZN non preclude che diventi il sinonimo senior della specie tipo I. dispar. Pertanto, I. anceps avrebbe dovuto essere considerato il nome corretto per l'unica specie di Ichthyornis riconosciuta. Tutte le altre supposte specie di Ichthyornis non sono state ritenute valide. La presunta specie "Ichthyornis" lentos, ad esempio, appartiene in realtà al genere primitivo di galliforme Austinornis. "Ichthyornis" minusculus della Formazione Bissekty (Cretaceo superiore) nel Kyzyl Kum, Uzbekistan, è probabilmente una enanthiornite. Tutte le altre specie di Ichthyornis sono sinonimi di I. dispar.
Il cladogramma sottostante è il risultato di un'analisi di Michael Lee e colleghi (2014), che ha ampliato i dati di uno studio precedente di O'Connor & Zhou (2012). I nomi dei clade sono posizionati in base alle loro definizioni.
|  | † Hesperornithes                                                       |
|  |                                                                        |
|  | \| \| † Limenavis \| \| \| \| \| \| Aves (uccelli moderni) \| \| \| \| |
|  |                                                                        |
|  | † Limenavis                                                            |
|  |                                                                        |
|  | Aves (uccelli moderni)                                                 |
|  |                                                                        |

|  | † Limenavis            |
|  |                        |
|  | Aves (uccelli moderni) |
|  |                        |

|  | † Hesperornithes                                                       |
|  |                                                                        |
|  | \| \| † Limenavis \| \| \| \| \| \| Aves (uccelli moderni) \| \| \| \| |
|  |                                                                        |
|  | † Limenavis                                                            |
|  |                                                                        |
|  | Aves (uccelli moderni)                                                 |
|  |                                                                        |

|  | † Limenavis            |
|  |                        |
|  | Aves (uccelli moderni) |
|  |                        |

### Sinonimi
Sinonimi del genere:
- Angelinornis Kashin, 1972
- Colonosaurus Marsh, 1872c
- Plegadornis Wetmore, 1962 (pre-occupato)

Sinonimi della specie:
- Graculavus anceps Marsh, 1872a
- Ichthyornis anceps (Marsh, 1872a) Marsh, 1872b
- Colonosaurus mudgei Marsh, 1872c
- Graculavus agilis Marsh, 1873b
- Ichthyornis agilis (Marsh, 1873b) Marsh, 1880
- Ichthyornis victor Marsh, 1876
- Ichthyornis validus Marsh, 1880
- Plegadornis antecessor Wetmore, 1962
- Angelinornis antecessor (Wetmore, 1962) Kashin, 1972
- Ichthyornis antecessor (Wetmore, 1962) Olson, 1975

## Periodo ed evoluzione

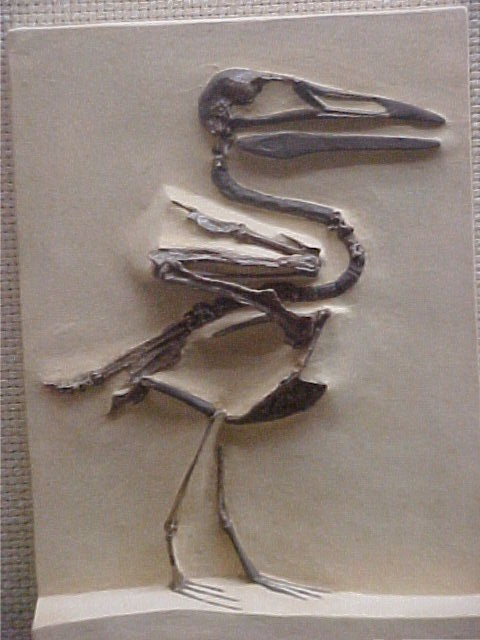
Scheletro fossile

I fossili di Ichthyornis sono stati ritrovati in quasi tutti i livelli della Formazione Niobrara, in letti fossiliferi datati dal tardo Coniaciano (circa 89 milioni di anni fa) al Campaniano (circa 83,5 milioni di anni fa). Resti ancora più antichi attribuiti ad Ichthyornis sono stati ritrovati nella Formazione Greenhorn del Kansas, risalente al Turoniano inferiore (circa 93 milioni di anni fa). Gli esemplari più antichi di Ichthyornis erano, in media, più piccoli di quelli più recenti. L'esemplare olotipico di Ichthyornis dispar, YPM 1450, aveva un omero lungo circa 58 centimetri. In molti esemplari geologicamente più recenti, come YPM 1742, lo stesso osso dell'ala era lungo 73 centimetri (29 pollici). Sia gli esemplari più vecchi, più piccoli, che quelli più recenti e più grandi mostrano segni di aver raggiunto la maturità scheletrica e sono adulti, e provengono dalla stessa area geografica. È probabile che Ichthyornis dispar, come specie, aumentò di dimensioni nel corso di diversi milioni di anni abitando l'ecosistema del Mare interno occidentale.